# 120-я стрелковая дивизия (2-го формирования)
120-я стрелковая дивизия — соединение сухопутных войск Вооружённых Сил СССР в период Великой Отечественной войны. Период боевых действий: с 30 августа 1942 года по 2 февраля 1943 года.

## История
Сформирована 10 марта 1942 года в Казани на базе 405-й стрелковой дивизии в соответствии с постановлением Государственного комитета обороны СССР № 1229 от 01.02.1942.
В июне 1942 года передислоцирована в Саратов и доукомплектована частями понесшей тяжёлые потери 212-й стрелковой дивизии.
В конце августа 1942 года дивизия переброшена на Сталинградский фронт. Включена в состав 66-й армии Сталинградского фронта.
4 сентября 1942 года вступила в первый бой, имея задачу ударом по левому флангу противника, охватывающего Сталинград с севера, соединиться с частями, обороняющими северную часть города.
18 сентября 1942 года участвовала в нанесении контрудара на северном крыле Сталинградского фронта в направлении на Гумрак, в ходе которого советские войска сковали силы вермахта в районе посёлка Вертячий.
20 ноября 1942 года дивизия была включена в состав 24-й армии, принимала участие в операции «Уран» по уничтожению войск генерал-фельдмаршала Паулюса.
22 ноября 1942 года дивизия получила задачу содействовать наступлению ударной группы 24-й армии в направлении на Вертячий, с целью отрезать задонскую от сталинградской группы противника. Находясь на правом фланге армии, дивизия совершила глубокий прорыв фронта неприятеля, заняв ключевую высоту обороны противника (56,8 м). К 27 ноября, продвигаясь с тяжёлыми боями, вышла к Дону на рубеже балки Герасимова, Кислов. Вступив во взаимодействие с частями 65-й армии, 120-я дивизия освобождала населённые пункты: Верхне-Гниловский, Нижне-Гниловский, Кислый, Вертячий, уничтожив 1500 немецких солдат и офицеров, захватив 12 орудий, 7 танков, 26 автомобилей и др. технику и имущество. Дальнейшее наступление развития не получило, советские части начали перегруппировку в связи с подготовкой к новой операции «Кольцо». 13 декабря 1942 года, совершив марш-бросок, 120-я дивизия была сосредоточена в районе Среднего Царицыно и включена в состав 21-й армии, вскоре перешла в активное наступление. С тяжёлыми боями рассекала окружённую группировку 6-й немецкой армии, для облегчения её уничтожения. Так, с 11 по 23 января, прорвав оборону противника, дивизия овладела узлами сопротивления противника: Прудбой, Карповка, Лагерь им. Ворошилова, Новый Рогачик, Студёная-Яблоновка, Поляковка, высота 155,0, уничтожив 3000 и взяв в плен 1000 солдат и офицеров вермахта, захватив большие трофеи. В ходе операции Верховный Главнокомандующий дважды присылал поздравления на имя командира дивизии.
6 февраля 1943 года преобразована в 69-ю гвардейскую стрелковую дивизию.

## Состав
- 289-й стрелковый полк
- 538-й стрелковый полк: (полковник И. С. Фролов)
- 543-й стрелковый полк
- 1033-й артиллерийский полк
- 410-й отдельный истребительно-противотанковый дивизион (формировал Нугманов Рауль Закиевич Архивная копия от 19 апреля 2015 на Wayback Machine)
- 464-я зенитная автотранспортная рота
- 161-я отдельная разведывательная рота
- 328-й отдельный сапёрный батальон
- 678-й отдельный батальон связи
- 248-й отдельный медико-санитарный батальон
- 148-я отдельная рота химической защиты
- 532-я автотранспортная рота
- 376-я полевая хлебопекарня
- 847-й дивизионный ветеринарный лазарет
- 1974-я полевая почтовая станция
- 1155-я полевая касса Государственного банка

## Командиры дивизии
- Рякин Николай Васильевич (10.03.1942 — 26.10.1942)
- Джахуа Кирилл Кочоевич (27.10.1942 — 05.02.1943)

## Начальники штаба
- Хильчевский Иван Федотович

## Подчинение
| Дата            | Фронт (округ)            | Армия               |
| --------------- | ------------------------ | ------------------- |
| 01.03.1942 года | Московский военный округ |                     |
| 01.06.1942 года | Резерв Ставки ВГК        | 8-я резервная армия |
| 01.09.1942 года | Сталинградский фронт     | 66-я армия          |
| 01.10.1942 года | Донской фронт            | 66-я армия          |
| 01.12.1042 года | Донской фронт            | 24-я армия          |
| 01.01.1943 года | Донской фронт            | 21-я армия          |

## Известные люди служившие в дивизии
- Лопатин, Евгений Иванович — советский тяжелоатлет, серебряный призёр Олимпийских игр в Хельсинки (1952). Заслуженный мастер спорта СССР.
- Горчаков, Григорий Сергеевич — помощник начальника оперативного отдела, капитан.